# Frena pallidipes
Frena pallidipes is een vliesvleugelig insect uit de familie Pteromalidae. De wetenschappelijke naam is voor het eerst geldig gepubliceerd in 1905 door Ashmead.